# Ґвідо Аґості
Ґвідо Аґості (італ. Guido Agosti; 11 серпня 1901, Форлі — 2 червня 1989, Мілан) — італійський піаніст і музичний педагог.
Навчався в Болоньї у Ферруччо Бузоні, Бруно Муджелліні і Філіппо Івальді, потім вивчав композицію під керівництвом Джакомо Бенвенуті. Швидко відмовився від концертної кар'єри через нервові проблем, звернувшись до педагогіки: викладав в консерваторіях Венеції, Риму, Мілану, Академії Кіджі, Веймарської Вищої школи музики, Академії Сібеліуса; серед учнів Аґосто, зокрема, Марія Тіпо, Урсула Оппенс, Геміш Мілн, Йонті Соломон, Пек Кон У, Емануїл Красовський. У 1967 році відновив концертні виступи, особливо в ансамблі з віолончелістом Енріко Майнарді, флейтистом Северіно Ґаццеллоні, Римським квартетом. Записав сонати Бетовена і прелюдії Дебюссі.
Переклав для фортеп'яно (1934) кілька номерів з балету Ігоря Стравінського «Жар-птиця».
Для Аґосто написана фортеп'янна соната Ернста Блоха (1935).

## Нагороди
Член Королівської Академії в Лондоні, в 1976 році він став віцепрезидентом Національної академії Святої Чечілії в Римі, посаду, яку він займав до своєї смерті. 
У 1977 році влада міста Форлі нагородила його золотою медаллю за художній внесок в розвиток культури. 